# El Pas (Su)
El Pas és una collada de 793,1 metres d'altitud del terme municipal de Riner, al Solsonès.
Està situat a la part meridional del terme, a ponent del poble de Su, al nord del Serrat Llarg, a llevant del Bosc de Piulats, al nord-est del Pla de Llobera i al sud del Pla de la Llaüna.